# Tractatenblad
Het Tractatenblad van het Koninkrijk der Nederlanden bestaat sinds 1951 en bevat de tekst van verdragen en besluiten van volkenrechtelijke organisaties en de gegevens over verdragen en besluiten van volkenrechtelijke organisaties die het Koninkrijk der Nederlanden met andere staten of volkenrechtelijke organisaties heeft gesloten. Voor 1951 vond publicatie plaats in het Staatsblad. De zorg voor de uitgifte van het Tractatenblad berust bij de Nederlandse Minister van Buitenlandse Zaken in samenwerking met Sdu Uitgevers. Het uitgiftepunt is ondergebracht bij het Kennis- en exploitatiecentrum Officiële Overheidspublicaties (KOOP). 
Het Tractatenblad bevat de verdragstekst en de datum van inwerkingtreding, eventuele voorlopige toepassing en buitenwerkingtreding van verdragen die Nederland met andere staten of volkenrechtelijke organisaties heeft gesloten of waartoe Nederland is toegetreden. Indien van toepassing wordt erbij vermeld dat nog parlementaire goedkeuring vereist is, of worden de gegevens geplaatst over de parlementaire behandeling die heeft plaatsgevonden. Indien de originele verdragstekst niet in het Nederlands is gesteld, wordt, in ieder geval indien er parlementaire goedkeuring vereist is, de Nederlandse vertaling gepubliceerd in dezelfde of een latere uitgave van het Tractatenblad.
In bijzondere gevallen kan de Minister van Buitenlandse Zaken bepalen dat bijlagen bij een verdrag of een besluit van volkenrechtelijke organisatie niet door plaatsing in het Tractatenblad, doch door terinzagelegging worden bekendgemaakt. Van zodanige bekendmaking wordt, zo bepaalt artikel 20, derde lid, van de rijkswet goedkeuring en bekendmaking wel steeds mededeling gedaan in het Tractatenblad.
De uitgave van het Tractatenblad is geregeld in de Rijkswet goedkeuring en bekendmaking verdragen.
Deze wet van 7 juli 1994 geeft nadere regels over de bepalingen van artikel 91, eerste en tweede lid, en artikel 95 van de Nederlandse Grondwet.
De Rijkswet van 27 november 2008 tot wijziging van de Rijkswet goedkeuring en bekendmaking verdragen in verband met de elektronische bekendmaking van verdragen en van besluiten van volkenrechtelijke organisaties en de beschikbaarstelling daarvan in geconsolideerde vorm is in werking getreden met het Besluit van 12 juni 2009 tot vaststelling van het tijdstip van inwerkingtreding van de rijkswet van 27 november 2008 tot wijziging van de Rijkswet goedkeuring en bekendmaking verdragen in verband met de elektronische bekendmaking van verdragen en van besluiten van volkenrechtelijke organisaties en de beschikbaarstelling daarvan in geconsolideerde vorm. Het besluit bepaalt dat per 1 juli 2009 de officiële bekendmaking in elektronische vorm geschiedt op de website Officielebekendmakingen.nl. Op 10 april 2014 treedt artikel 16c van de Rijkswet goedkeuring en bekendmaking verdragen in werking dat bepaalt dat de teksten en eventuele vertalingen in geconsolideerde vorm beschikbaar worden gesteld op internet op de site Overheid.nl. Het betreft de verdragen waarvan de teksten zijn gepubliceerd in het Tractatenblad vanaf 1951 en in het Staatsblad vanaf 1813, voor zover ze op 1 januari 2005 nog in werking waren of voorlopig werden toegepast, of daarna in werking getreden zijn of voorlopig worden toegepast voor enig deel van het Koninkrijk der Nederlanden. De consolidatie geldt voor verdragen die zelfstandige bepalingen bevatten. Van verdragen die uitsluitend strekken tot wijziging van een of meer verdragen verschijnt geen zelfstandige versie maar de betreffende wijzigingen worden verwerkt in de tekst van de daarmee gewijzigde verdragen.
Het ministerie van Buitenlandse Zaken publiceert gegevens betreffende verdragen in de Verdragenbank, te raadplegen op het webportaal van de Nederlandse Rijksoverheid.